# كينغ هيل
كينغ هيل (بالإنجليزية: King Hill)‏ هو لاعب كرة قدم أمريكية أمريكي، ولد في 8 نوفمبر 1936 في هاميلتون في الولايات المتحدة، وتوفي في 14 يوليو 2012.

## وصلات خارجية
- كينغ هيل على موقع كلية كرة السلة في سبورتس رفرنس.كوم (الإنجليزية)
- كينغ هيل على موقع مرجع كرة القدم المحترفة.كوم (الإنجليزية)